# Maison Jacques-Copeau
 (août 2021).
La Maison Jacques-Copeau, ancienne propriété de Jacques Copeau, située  à Pernand-Vergelesses en Côte-d'Or, date de la première moitié du XVIIIe siècle, inscrite sur la liste des Monuments historiques et labellisée Maison des Illustres en 2014.
Ouverte au public pour des visites accompagnées, la maison a été conservée en l’état par ses héritiers, les Dasté, en particulier la chambre-cabinet de travail de Jacques Copeau, son imposante bibliothèque et la chambre de son épouse Agnès (née Thomson).

## Historique

### Aujourd'hui
Propriété de l’association La Maison Jacques Copeau, la demeure est un lieu de mémoire théâtrale, de résidences de création et de stages de formations à l’intention des comédiens, compagnies émergentes, metteurs en scène et auteurs. Un projet patrimonial vise à préserver la partie historique, redistribuer les locaux d’hébergement et la doter d’une structure permanente de travail, « abri poétique », conciliant lieu de création et patrimoine.

#### Antériorité, quatre familles en trois siècles
Antérieurement à l’installation de Copeau, la maison de Pernand-Vergelesses n'a connu que trois familles de propriétaires. Elle a appartenu au XVIIIe siècle aux Berbis de Corcelles avant d’être cédée aux Guyot, notables beaunois. Rachetée au début du XXe siècle par les Badoux, artisans-boulangers franco-suisses, elle fut vendue aux enchères à Jacques Copeau en 1925 . La maison change alors de statut, cessant d’être un lieu de villégiature pour devenir la résidence principale de l’écrivain après son départ du théâtre du Vieux-Colombier qu’il avait fondé. Par héritage, la maison est revenue à sa fille aînée, Marie-Hélène Dasté (dit Maiène ou Kône, en Danois) puis à son unique petite-fille, Catherine, contrainte de s'en séparer. La maison est cédée en 2004 à Jean-Louis Hourdin, chef de troupe de la compagnie du Grat, prolongeant une filiation théâtrale née avec Copeau. L'association La Maison Jacques Copeau en est devenue propriétaire le 9 septembre 2021.

##### Les Berbis
Le sieur Berbis, seigneur de Corcelles-les-Arts, est mentionné propriétaire d’une maison à Pernand en 1737 jusqu'en 1798, an VII de la République. Peut-être même dès la fin du XVIe siècle, selon les archives municipales de Pernand-Vergelesses qui rappellent l’existence -au même emplacement- d’une maison raccordée en 1580 à la source de la Mère-Fontaine, le seul point d’eau en amont du village. Il y aurait eu de ce fait une construction antérieure à la demeure actuelle dont il ne reste que très peu d’éléments. À la veille de la Révolution française, son propriétaire (non occupant) est Jean-Claude Bénigne Berbis, théologien et chanoine de la basilique Notre-Dame de Beaune. Ce dernier, emprisonné sous la Terreur alors que sa famille a émigré, avait intenté en 1787 un procès à tout le village pour un différend sur le droit d’eau dont il se prévalait.

##### Les Guyot
La deuxième strate familiale est formée par les Guyot, une lignée d’apothicaires et de maîtres chirurgiens aux Hospices de Beaune puis de juges au tribunal de première instance de Beaune. Trois générations se sont succédé à Pernand. Joseph Guyot, juge d’instruction, rentre en sa possession au décès du chanoine Berbis en 1798, en recouvrement d’une dette de 10 000 livres. Les créanciers Guyot qui « apprécient particulièrement la maison et le jardin », sont déjà propriétaires de jardins attenants. En réunissant les deux entités, les Guyot constituent de fait l'unité actuelle de 81 ares et 18 centiares, telle qu'elle est aujourd’hui.

##### Les Badoux
En 1913, Ernest Badoux, artisan-boulanger installé rue du Pain à Saint-Germain-en-Laye, achète aux enchères la dite « Maison de maître » à Elisabeth Moreau-Carret, arrière-petite-fille de Joseph Guyot et veuve de maître Félix Carret, notaire beaunois. D’origine vaudoise, l’artisan a quelques attaches côte-doriennes, en particulier par sa femme Clémence Guillien, née à Seurre où ils ont eux-mêmes exercé. Pernand sera leur villégiature d’été pendant onze ans. Sa sœur, Berthe Lina Badoux, « ancienne cuisinière du château » a habité les communs avant l’installation de la famille Copeau. Celle-ci sera par la suite colocataire de Marguerite Cavadasky, « artiste dramatique du Vieux-Colombier », rue des Chenevrières à Pernand. Le boulanger dégagera l’accès sur rue de la maison en faisant abattre un bâtiment agricole dont les  « meubles, ustensiles et outils » ont été vendues aux enchères, la veille de la vente à Adolphe Ernest Badoux.

##### Les Copeau
Remise aux enchères pour 40 000 francs en 1923, elle fut achetée par Jacques Copeau à la recherche d’un lieu de repli après avoir « lamentablement échoué dans ce projet de [son] école à la campagne». La transaction a été effectuée grâce à l’apport d’Edward Bonaparte-Wise, prétend Copeau même si son journal mentionne, entre 1923 à 1928, d’autres subsides provenant des Pays-Bas et de Belgique. D'autres sources, dont celles de Jean Villard-Gilles font surgir Bernard Spycket comme mécène (ancien condisciple de Copeau au lycée Condorcet) et Léon Chancerel comme découvreur de la maison. Acquise le 17 septembre 1925 « Par devant maître Levert, notaire à Beaune », elle a été la résidence principale de Jacques Copeau et de sa famille. Après une courte expérience communautaire au château de Morteuil, à Merceuil, Jacques Copeau y amorça le mouvement de décentralisation théâtrale avec la troupe des Copiaus installés chez l’habitant.

### Havre de paix avec vue sur vignoble

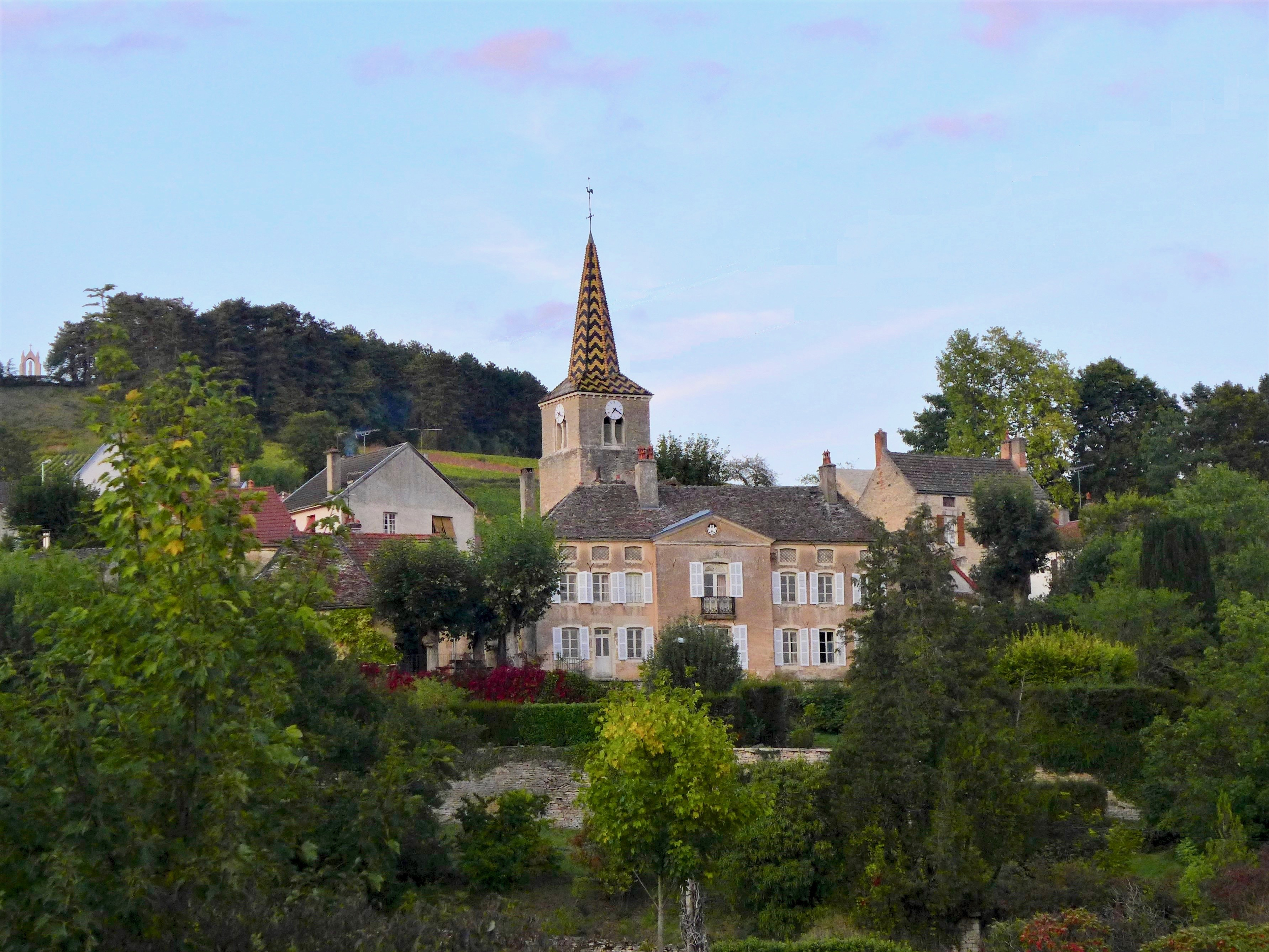
Maison Jacques-Copeau en 2017.

La maison avec jardin, terrasses et potager face au vignoble est perçue par Copeau comme un havre de paix, surtout après son éviction de l’administration de la Comédie-Française . Hormis quelques échappatoires hors de Pernand et de fréquents séjours à Paris et à l’abbaye Saint-Pierre de Solesmes, il restera pratiquement chez lui jusqu’à la fin de sa vie où il accueille quelques hôtes de passage. Sa sérénité retrouvée est à peine dissipée par la présence d’un major allemand qui « habite la petite maison dans la cour » et la croix gammée qu’il voit depuis sa fenêtre à l’entrée du village. Pendant cette période de repli, il lui est arrivé de quitter clandestinement Pernand en compagnie d’Agnès, avec la résolution de franchir la ligne de Démarcation, espérant rejoindre leur fils Pascal. Leur désastreuse chevauchée à pieds donne lieu, sous la plume de Copeau, à un des plus romanesques récits de son journal.

#### Les jardins
Avec l’aide de Pascal, Agnès Copeau crée en 1927 le jardin entouré de buis (inscrit aux Monuments historiques) dessiné par elle-même en hommage à Théo van Rysselberghe, peintre ami de la famille. « L’expression de ce jardin, dans ses détails, ne sont pas mon œuvre mais celle de ma femme », convient Copeau. Elle a « couvé comme une œuvre d’art, où je trouve certaines de mes pensées unies aux siennes » (Journal, 28 février [1925]). Elle le pare des essences florales les plus diverses, consultant les catalogues de graines anglaises Sutton’s ou Vilmorin que lui procure Pascal, chargé de commandes chez l’horticulteur Arthur Billard. « Le jardin est beau, les primeurs commencent, les fleurs s’épanouissent, Agnès travaille bien et beaucoup, surtout le matin ». Elle a tenu entre octobre 1925 et octobre 1935, un carnet de jardinage dédié « à une arrière-petite-fille ».

#### Les bibliothèques

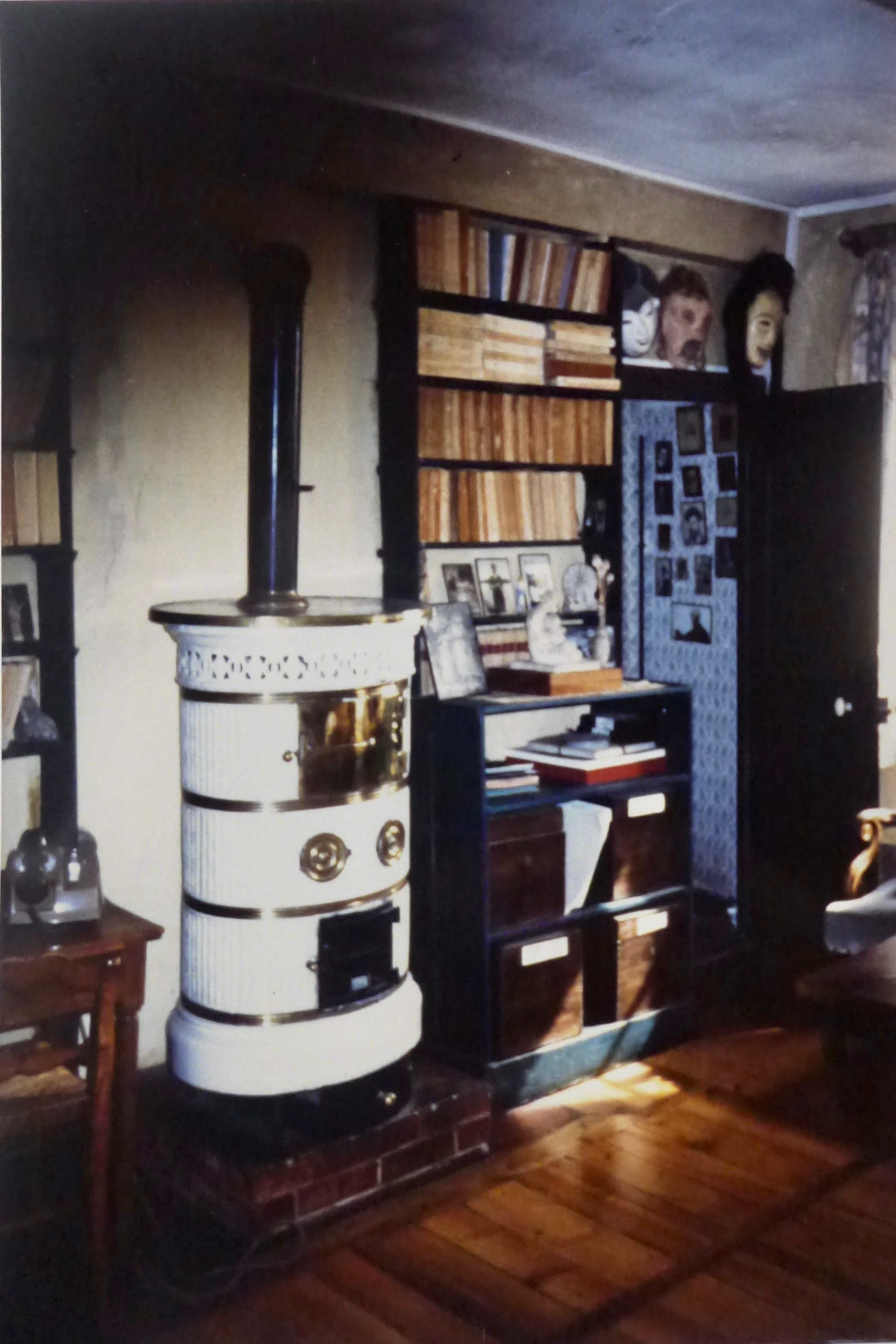
Chambre de Jacques Copeau.

La bibliothèque théâtrale de Copeau couvre 200 mètres linéaire (environ 5 000 ouvrages), du XVIIIe siècle à une collection de la NRF de sa création à 1943, un grand nombre d’éditions dédicacées, parmi lesquels Paul Fort, Henri Ghéon, André Gide, Jacques Rivière, André Suarès. Elle fait figure de bibliothèque de travail, notamment sur le théâtre Nô, les Mystères médiévaux, l’histoire du costume ou par ses traductions de Shakespeare avec Suzanne Bing. Sa base est aussi romanesque, philosophique et spirituelle, du bouddhisme au christianisme, parsemée d’ouvrages de piété. La bibliothèque héritée de Pascal Copeau est, quant à elle, historique et politique, essentiellement sur la Résistance française, la seconde guerre mondiale et ses préludes, dont un lot de livres de propagande allemande rapportés de Berlin. Plus intime, la bibliothèque d’Agnès Copeau renferme essentiellement des poètes danois, anglais et français en plus de manuels de jardinage et de Bibles protestantes. Celle de Marie-Hélène Dasté est consacrée à l'art à travers les siècles jusqu'aux années 1950. Par ailleurs, l’association La Maison Jacques Copeau a reçu en donation 2 000 documents et ouvrages couvrant l’histoire du théâtre du XVIIIe siècle à nos jours, ayant appartenu à Robert Privat (1919-2007), décorateur de théâtre à l’école de Léon Chancerel et peintre suisse.

#### Les Registres du Vieux-Colombier
Au cours de l’été 1971, Marie-Hélène Dasté et sa cousine, Suzanne Maistre-Saint-Denis (sœur de Michel Saint-Denis et épouse d’Aman Maistre, ancien membre des Copiaus) s'attèlent à la retranscription des manuscrits de Jacques Copeau en vue de les publier. Copeau avait entrevu ce projet sous le nom de Registres, par référence aux Registres de la troupe de Molière. « Elles se mettent aussitôt à inventorier, classer, répertorier les archives rassemblées déjà en vue de ce projet, dans la chambre du Patron », explique-t-elle, déchiffre l’écriture et dactylographie les textes « avec une irréprochable rigueur », accorde Claude Sicard dans son Introduction au Journal de Copeau, précédemment édité. En vue de cette tâche de longue haleine, une association éditrice Les Amis de Jacques Copeau est créé en 1983 sous l’impulsion d’Anne Gruner-Schlumberger dont l’objet a été de « Faire connaître la pensée et l'action de Jacques Copeau, fondateur du théâtre du Vieux Colombier, par la publication de ses écrits et de ses correspondances, de travaux sur son oeuvre, et par l'organisation de réunions, de conférences et de manifestations. ». Quatre premiers volumes des Registres du Vieux Colombier paraissent à la NRF entre 1974 à 1984 et le VIIIe et dernier volume, en 2018. Tous les manuscrits ont été versés à la Bibliothèque nationale de France et les archives familiales aux Archives municipales de Beaune, fonds Copeau-Dasté.

#### Maison et vins

##### Sept hectares en dot
Dans la corbeille de mariage avec Marie-Christine Guyot, le viticulteur beaunois François-Paul Moreau apporte en août 1857 environ sept hectares de vignes. Dont cinq en Clos de la Croix-de-Pierre (1er cru), un en Fichot (1er cru), 64 ares En Charlemagne (grand-cru) et en Noirets (cru village). Deux générations plus tard, lors d’une vente aux « enchères publiques d’objets », 140 ustensiles ont été inventoriés dont « des vins et du matériel vinaire » : pressoir, égrappoir, cordes de cave, cuves dont une de 18 pièces, une ballonge [cuve ovale], foudres, bonbonnes, sapines, lots de bouchons, filtre à vin, bouteilles de vin, d'eau de vie, de marc et de ratafia… Ces vignes sont aujourd’hui exploitées par la Maison Louis Jadot.

##### Copiaus des vignes et Copiaus des cassis
Logeant chez l’habitant, les Copiaus participèrent aux travaux agricoles, vignes et cassis. Cette imprégnation villageoise, conçue par l’historien Vincent Chambarlhac comme « une greffe séminale » entre les Copiaus et le monde du vin, a contribué à leur inspirer chants, saynètes, prologues et créer des personnages, tels que Jean Bourguignon, archétype du vigneron patoisant. « Les comédiens apprenaient des travailleurs avec les personnages de la comédie et ce qu’est une vie entièrement consacrée aux occupations d’un métier qu’on aime et qui vous fait vivre. Les travailleurs apprenaient des comédiens que l’art aussi est un métier, un métier qu’il faut apprendre et pratiquer sans relâche ». Ils créèrent une vingtaine de comédies dans l’optique de la « Comédie nouvelle », dont L’illusion d’après Goldoni, jeu théâtral d’inspiration vineuse et, Les Cassis, une moralité composée pour la Fête des vins de Nuits-Saint-Georges, en août 1925. Ils leur arrivaient de faire imprimer au dos de leur tract : 
Si vous voulez boire du bon vin
Adressez-vous au Vieux-Colombier
A Pernand-Vergelesses (Côte-d’Or)
Nous n’en vendons pas, mais nous en buvons
Nous vous donnerons les bonnes adresses - Les Copiaus, 

##### Les Copiaus aux fêtes du vin
« C’est ainsi que chaque année, nous organisons les fêtes des vins à Beaune et Nuits-Saint-Georges », se félicite Copeau dans un entretien où il rapporte en exemple la « forte impression » que la troupe fit à la Fête des vins à Nuits-Saint-Georges. Au point qu’une délégation de notables serait venue lui demander copie des divertissements « créés pour eux » afin de les déposer aux archives de leur mairie. De leur côté, les Copiaus notent dans leur Journal de bord du dimanche 21 mars 1926 : « Souper chez monsieur Prieur ». Jacques Prieur est négociant en vins et président du syndicat d’initiative de Meursault, instigateur de la Paulée de Meursault avec le comte Jules Lafon, maire atypique, écrivain, voyageur, amateur d’art et de culture. Par leur entremise, les Copiaus se produisent à la salle des fêtes où ils se taillent un franc succès avec leur création La Danse de la Ville & des Champs. « Les vignerons de M. Prieur lui disent [à Jacques Copeau], le lendemain, que, pour la première fois, ils ont tout compris au théâtre ». Affinités encore avec Joseph Bouchard, aujourd’hui domaine Bouchard Père & Fils, au château duquel « Toute la maison a été invitée » et présentée à « la haute bourgeoisie de Beaune ». Dans son propre Journal, Copeau brosse quelques beaux portraits de vignerons. Celui de son voisin Louis Marey. Ou celui de Louis-Noël Latour (1903-1982) de la Maison Louis Latour à Aloxe-Corton, avec qui il déjeune et s’entretient fréquemment. Notamment en août 1944 après la sidération provoquée par les exécutions à Comblanchien. En 1960, à l’initiative de L.-N. Latour, deux plaques commémoratives sont apposées sur le mur de la cuverie Pavelot où jouèrent les Copiaus, coïncidant avec l’initiative municipale de baptiser « rue Jacques-Copeau » l’artère principal du village.

##### Terrasses plein sud
Dans la perspective de restaurer la maison, Marie-Hélène Dasté escompte tirer parti de l’exposition plein sud des terrasses pour y planter de la vigne. Le projet n’eut pas de suite, mais la question des droits de plantation en AOC village fut abordée sur les conseils avisés de deux vignerons, feus Pierre Marey et Rolland Rapet. Selon son vœu, l’exploitation en aurait été confiée au lycée viticole de Beaune. Lors des Rencontres Jacques Copeau (sous-titrées « Théâtre, de la vigne et du vin »), Catherine Dasté obtint des viticulteurs l’étiquetage d’une cuvée spéciale « Rencontres Jacques Copeau » pour les repas et la buvette.

#### Les deux colombes
Le motif des deux colombes, emblème du Théâtre du Vieux Colombier, est la copie conforme d’une céramique reproduite en carte postale de la basilique San Miniato al Monte que Maria van Rysselberghe, amie des Copeau, visite en 1913. À Pernand-Vergelesses, l’effigie des colombes a été peinte par les Copiaus « sur la porte de chaque maison où loge un Copiaus » et leur véhicule de tournée, une camionnette Panhard, est aussi « au signe des Colombes ». Dans les années 1980, Maiène reprend l’idée d’apposer un carreau émaillé représentant les deux colombes sur les principales maisons où ont habité les Copiaus et leur famille. Elles sont au nombre de six : à Pernand-Vergelesses, celles de Michel-Saint-Denis, Jean Dasté, Alexandre Janvier, Suzanne Bing, Marie-Madeleine Gautier et, à Aloxe-Corton, celle de Jean Villard-Gilles et Aman Maistre. Au fronton de la maison, l’emblème de métal a été scellée le « 17 juin 1983 » par les élèves du lycée professionnel Jacques Copeau, à Beaune, aujourd’hui lycée polyvalent du Clos Maire.

### Médiation patrimoniale
Dans le cadre de projets d’Éducation Artistique et Culturelle (EAC), la Maison Jacques-Copeau accompagne les projets tutorés d’étudiants, notamment en option Métiers du livre et du patrimoine. Ce partenariat avec l’Université de Bourgogne a donné lieu à une exposition itinérante sur « L’aventure théâtrale des Copiaus entre 1925 et 1929 ». Réalisé en collaboration avec le laboratoire universitaire LIR3S, les archives municipales de Beaune et la BNF, celle-ci tourne dans les lieux culturels et les établissements scolaires à option théâtre. C’est la première exposition de ce genre depuis celle du cinquantenaire du Vieux-Colombier, en 1963.

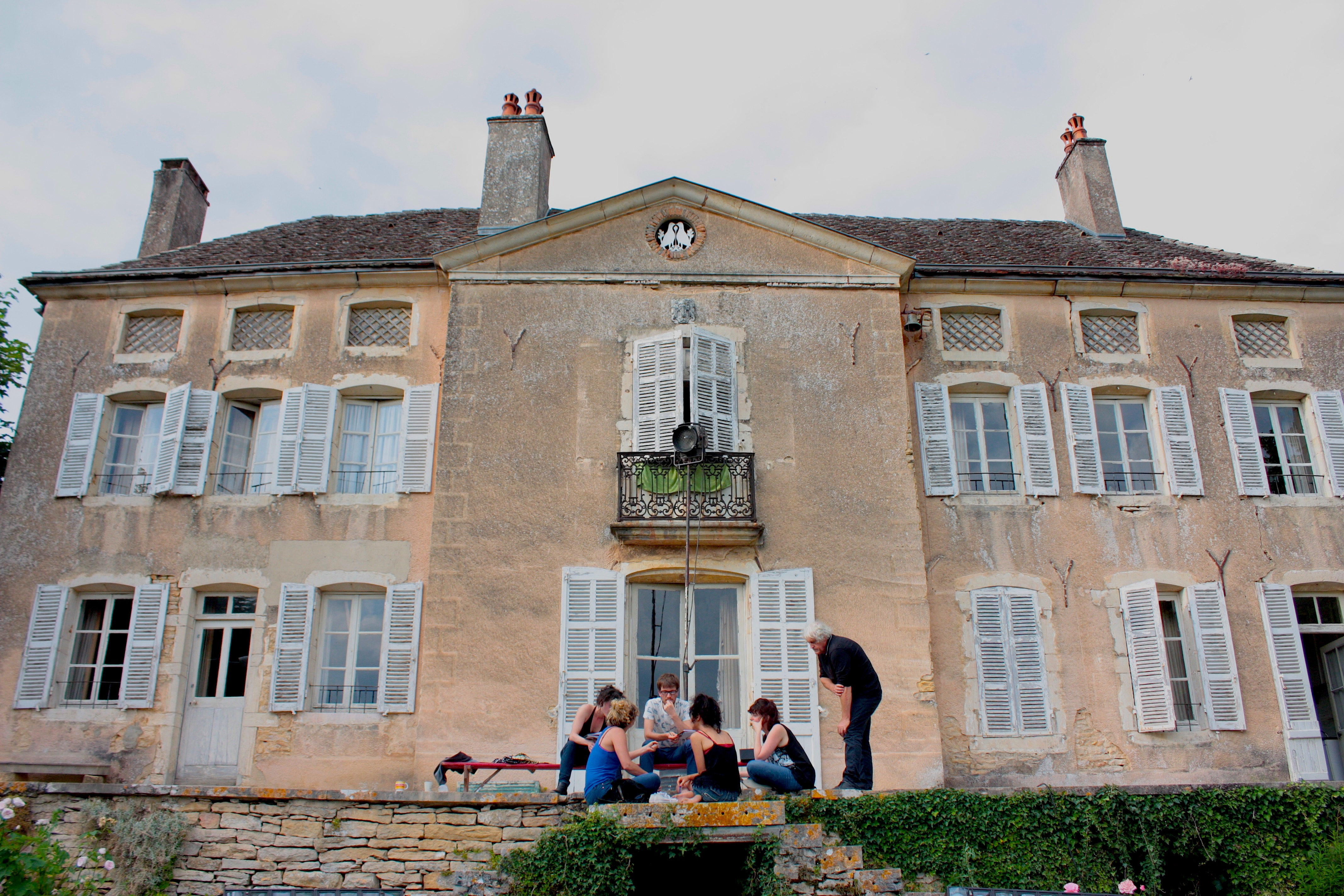
Stage à la Maison Jacques-Copeau.

#### Journées européennes du patrimoine
Les Journées européennes du patrimoine réunissent les associations du village pour des déambulations théâtralisées et des visites animées par des comédiens. Les premières participations à ces journées remontent à 1993. Labellisée Maison des Illustres en 2014, un réseau de 18 maisons de Bourgogne-Franche-Comté se constitue à l’initiative de l’association Maison Jacques-Copeau.

### Monuments historiques
Inscription par arrêté du 6 novembre 1985. Sont concernés au titre de la protection de l’édifice : la maison, le jardin en terrasse, y compris les escaliers et le bassin central, le pavillon dite Maison de Catherine (à l'angle sud-ouest de la terrasse) et les deux portails (intérieur et sur rue).

### Citations
« Le jour où je sentirai mon pied faiblir sur le tréteau, le jour où la voix me manquera, où je ferai définitivement retraite entre ces trois collines d’où la vue s’étend jusqu’au Jura, je voudrais qu’à ce moment là quelque chose de moi continuât de courir le monde, quelque chose de plus robuste, de plus jeune et de plus grand que moi, dont il me fût permis de dire: c’est pour cela que j’ai travaillé. » -  Jacques Copeau, Registres I, Appels, hors-texte p. 17, NRF Gallimard, 1970.
« C'est une de ces maisons comme on savait les construire au XVIIIe siècle, à la fois simple et de bonne tenue. On devine qu'à plusieurs reprises elle a été remaniée par des propriétaires regardants, qui croyaient avoir beaucoup sacrifié aux fastes en couronnant les piliers du porche par un discret motif d'urnes sculptées ou en aménageant, sur l'une des terrasses, un petit bassin à jet d’eau. » - Visite à Jacques Copeau, reportage de Jean Schlumberger, Le Figaro, 10 octobre 1948.
« C’est toujours un moment de grand bonheur que je rentre ici et que, quelques instants après mon retour, je m’installe dans ma chambre, à ma table, avec mes livres, mes papiers, mes objets familiers, mes fétiches, ma bibliothèque à ma gauche et les nuages à ma droite, dans l’entonnoir des collines et au-dessus du pays plat. Il me semble que je suis à bord de mon navire et qu’elle m’appareille pour un voyage dont la direction m’appartient. » - Journal, 11 juillet 1936.
« Dans l’un de nos dialogues [Célébrations de la Vigne, du Vin et des Vignerons], je faisais dire aux comédiens s’adressant aux vendangeurs : je descends d’une colline tiède, abritée et souriante. Elle est couronnée de sapins. Ses maisons sont d’antiques pierres. Le soleil la chauffe et l’exalte. L’eau ne lui fait pas défaut. Corton l’épaule d’un côté. Et la route coule à ses pieds. Son vin blanc m’a déjà grisé. C’est la colline de Pernand. » -  Souvenirs du Vieux-Colombier, Jacques Copeau, Nouvelles Éditions Latines, 1931, p. 124.
« Une belle maison de maître sise sur le territoire de la commune de Pernand avec vaste porche et terrasse au levant comprenant :
Au rez-de-chaussée, cuisine, chambre à la suite, salle à manger, office avec eau, salon.
Au premier étage, trois grandes chambres à coucher, cinq petits cabinets.
Grenier au-dessus.
Jardin d'agrément avec pièce d'eau entourée d'une grille,
jardin potager, chènevière, pré, verger attenant.
Autre corps de bâtiment avec cave, séparé par un mur de la maison de maître comprenant logement de vigneron, magasin, cuverie, aisances et dépendances. » - Maître Levert, vente Carret-Moreau et Badoux, 21 nov 1912.

### Filmographie
- Entre deux jardins : le Vieux-Colombier de Jacques Copeau. Documentaire de Laszlo Horvath, 1993, 52 min. Avec Marie-Hélène Dasté. Voix off : Marion Weidmann et Christophe Allwright.
- Le thé sous les sycomores. Documentaire de Catherine Lepoutre et Pascal Joseph. Production Vidéo Image Performance, 1997, 20 min. Avec Marie-Hélène Dasté. Voix off : Christophe Allwright.